# Baby Dodds
Baby Dodds (New Orleans, 1898. december 24. – Chicago, 1959. február 14.) amerikai dzsesszdobos. A modern dzsesszdobolás egyik megteremtője.

## Pályakép
Warren Dodds néven, 1898. december 24-én, New Orleansban. Ő használt először a sorok végén szólisztikus átvezetéseket. Nagyon fiatalon olyan fúvószenekarokban játszott, amelyek a temetési menet mögött haladva kísérték utolsó útjára a halottat. Míg az odaúton lassú, szomorú zene szólt, visszafelé már vidámabb dallamok szóltak. Ez volt az úgynevezett „second line”, ami a  „streetbeats” volt. Dodds az egyik első volt, aki ezt a ritmusvilágot dobjaival alkalmazta.
Tizenhat éves korában a „Willy Hightower’s American Star Band” tagja lett, ahol divatos tánczenét játszottak a polkától a bluesig. 1918-ban egy riverboats együttes (Fata Marable) együttes tagja lett. Az ilyen hajók nyártól télig közlekedtek a Mississippin New Orleans és St. Louis között.
1921-ben Louis Armstrong társaságában a bátyjával együtt leszerződött a „Joe Oliver Band”-hez. Az együttes áttelepült Chicagóba, ahol akkor a legjobb zenészek tömörültek. Itt már nagyszerű lemezeket készítettek. Dodds játéka szakmai körökben elismertté vált.

## Lemezek
- Jazz à La Creole (Baby Dodds Trio)
- Baby Dodds
- Talking and Drum Solos
- Live At New York Town Hall 1947 (Mezz Mezzrow and Sidney Bechet-1947)
- Bunk Johnson - The King Of The Blue
- Albert's Blues / Buddy Bolden Blues Tell Record 29655 (78RPM)